# 托马斯·雷普卡
湯馬士·列加（捷克語：Tomáš Řepka，1974年1月2日—），出生在斯拉維欽，是一名捷克足球員，現效力布拉格斯巴達，司職右閘。

## 生平
1990年，列加在俄斯特拉發巴尼克展開其足球生涯。五年後，他加盟布拉格斯巴達。三年後，他轉投意大利球會費倫天拿。2001年9月，時任韋斯咸領隊格連·路達以550萬英鎊破紀錄轉會費將他簽下。
列加在對米杜士堡的處子戰中兩黃一紅被逐，其後他的第三場賽事中再次被逐。儘管，他的犯規問題嚴重，又在首個球季取得10面黃牌，但在球會降班至英冠前，他都一直與基斯甸·戴利鎮守中路。2003/03球季結束後，韋斯咸降斑，新帥阿倫·柏祖將他移回右閘的位置。2005年夏天，球會重返英超，儘管合約的條件有所下降，但他仍與球會簽訂了兩年合約。2006年1月23日，他因希望與家人同住而重返布拉格斯巴達。他在前一晚對富咸的賽事中最後一次代表球會上陣。球迷在賽後傷感地為這名捷克硬漢高歌送別，他離開球場時淚流滿面。

## 國際賽
1993年6月，列加曾在對法羅群島的賽事中首次代表捷克国家队上陣。1994-2001年期间，他总共为捷克国家队打了45场赛事。他曾因紅牌而被罚停賽两场而错过了1996年欧洲杯。他曾在2000年欧洲杯外围赛对蘇格蘭的賽事中取得其處子亦是唯一的入球，協助球隊以3-2的比分反勝對手。然而，他有出戰2000年歐洲國家盃並在小組賽對荷蘭、法國 和丹麥的賽事中皆正選上陣。

## 犯规
托马士·热普卡在比赛中司职专注，最大的问题是由此产生的激情和在争执中被判犯规现象。在他的职业足球生涯，他共被判决16面红牌。其中的最大的问题是是他在2007年9月被判决红牌后离开球场过程中，摄影师想拍下他走下球场的表情时，他用手推开摄像机镜头时导致摄影师眼睛部位被镜头反击中眼眶。。
| 球會             | 紅牌 |
| ---------------- | ---- |
| 俄斯特拉發巴尼克 | 1    |
| 布拉格斯巴達     | 3    |
| 費倫天拿         | 5    |
| 韋斯咸           | 4    |
| 捷克             | 2    |
| 捷克U21          | 1    |

## 外部連結
- （英文）Tomáš Řepka （页面存档备份，存于）
- （英文）Tomáš Řepka
- （英文）足球数据库：湯馬士·列加的球员统计数据